# Tolberto III da Camino
Tolberto III da Camino (febbraio 1263 – settembre 1317) è stato un nobile e politico italiano.

## Giovinezza
Figlio di Guecellone VI e Beatrice Bonaparte, nacque nel 1263. A nove anni, alla morte del padre, ereditò alcuni feudi nel distretto di Ceneda insieme al fratello minore Biaquino VI. Sei anni dopo, nel 1278, i due ebbero conferma di altri feudi dal vescovo di Feltre e Belluno Adalgerio di Villalta.

## La diatriba su Oderzo e il matrimonio con Gaia

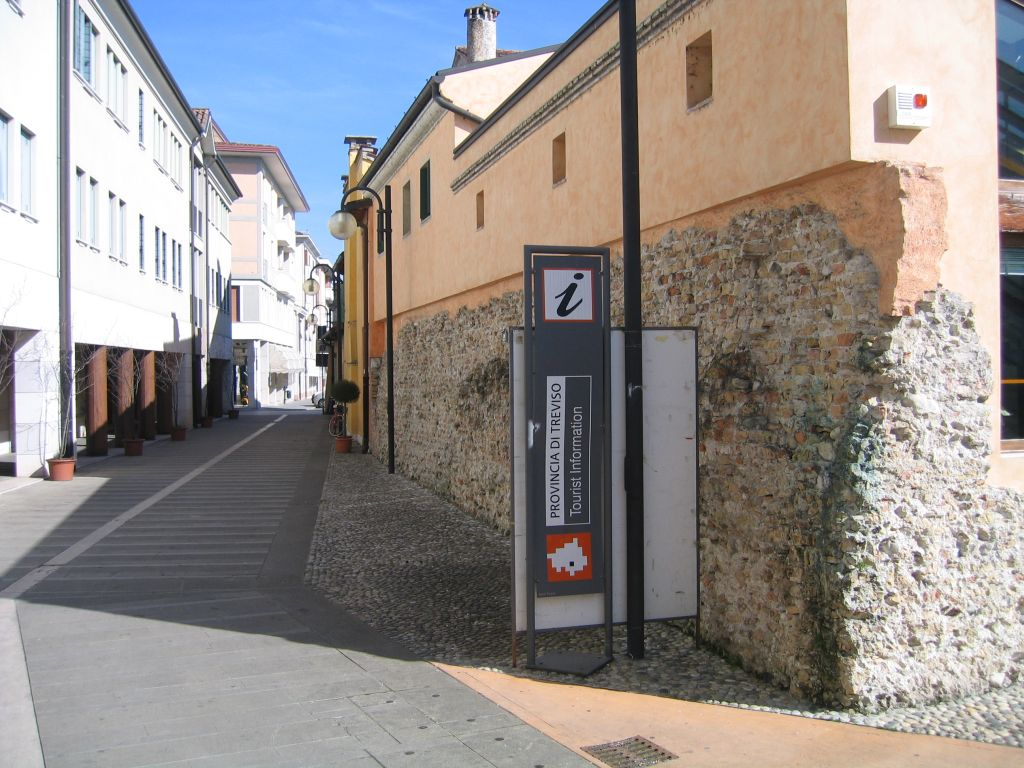
Resti della cinta muraria medievale di Oderzo.

Nel 1283 Tolberto ebbe un ruolo importante negli eventi che portarono il cugino Gherardo, appartenente all'altro ramo importante della famiglia, ad essere nominato capitano del popolo a Treviso ed instaurare la signoria di famiglia sulla città.
Fu probabilmente come ricompensa per tale appoggio che Tolberto e il fratello ebbero il via libera per occupare i castelli di Camino e Motta e Oderzo. Su quest'ultimo centro, tuttavia, vantava dei diritti anche il comune di Treviso: questo portò ad una complessa diatriba e al cosiddetto "processo di Oderzo" (1285), che si risolse favorevolmente per Tolberto, anche se non si conoscono i termini precisi dell'accordo.
Nel 1291 avvenne un nuovo rinsaldamento tra i due rami della famiglia grazie al matrimonio di Tolberto con Gaia, figlia di Gherardo.

## L'alleanza con Venezia e i contrasti con Aquileia
Nonostante le nozze, lo stesso anno Tolberto risulta essere tra i partecipanti ad una congiura ordita contro Gherardo, insieme ad alcuni cittadini trevigiani, al fratello e al vescovo Adalgerio, della cui città di residenza Tolberto era stato podestà nel 1286.
Sentendosi minacciati a seguito del fallimento del complotto, i due fratelli ottennero la protezione del Doge Pietro Gradenigo, diventando cittadini di Venezia. In cambio i due sottomisero i propri feudi alla repubblica lagunare, continuando però a mantenerne il controllo formale. Nell'ambito dello stesso accordo, sempre nel 1291 la città di Motta fu annessa al territorio della Repubblica, la quale in questo modo iniziò inconsapevolmente la propria espansione in terraferma.
Poco tempo dopo i due occuparono alcune terre del Patriarcato di Aquileia nei pressi di Prodolone, venendo per questo scomunicati dal Patriarca. Quest'ultimo, ovvero Raimondo Della Torre, ritirò la scomunica nel settembre del 1293, a seguito della costituzione di un tribunale arbitrale che accertò i danni causati dai due alla Chiesa di Aquileia. Dopo un digiuno a pane e acqua, i fratelli dovettero promettere di non attraversare più la Livenza, linea di confine naturale tra i territori caminesi e il Friuli.

## La riappacificazione familiare

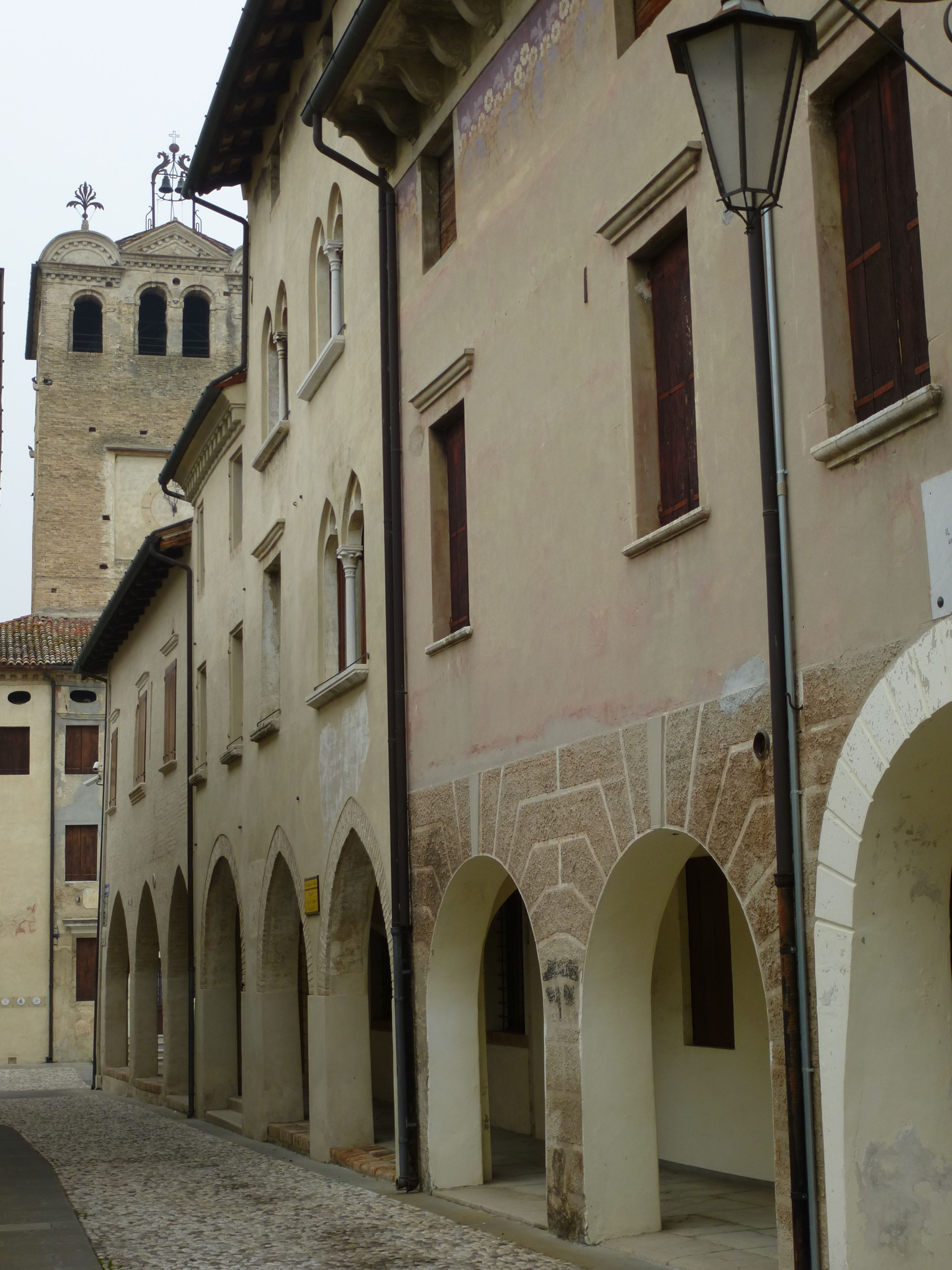
Portobuffolé, Casa Gaia da Camino. Nella cittadina è documentata la presenza della seconda moglie di Tolberto, Samaritana Malatesta.

La prova della riappacificazione tra Tolberto e il potente suocero sono i numerosi incarichi che il primo ottenne a Treviso, in particolare quello di podestà che ricoprì nel 1298-1299; una carica che, teoricamente, avrebbe dovuto essere affidata a una personalità super partes, e non certo a un parente prossimo del signore della città. Egli all'epoca possedeva beni e rendite in città ed ebbe modo di ottenere ulteriori conferme dei propri feudi dalla Chiesa bellunese. Tolberto ottenne anche vari incarichi di ambasceria e partecipò ai conflitti che intercorsero tra Gherardo e il Patriarcato.
L'ascesa di Tolberto non subì interruzioni alla morte di Gherardo nel 1306 e al passaggio di consegne con il figlio Rizzardo; questo al punto che nel 1310 venne chiamato a Venezia per dirimere alcune delicate questioni emerse a seguito della congiura di Bajamonte Tiepolo.
A questa ascesa contribuì di certo anche la moglie Gaia, la cui notorietà le fece guadagnare pure una citazione nella Commedia di Dante Alighieri. I coniugi nel 1307 stipularono un significativo accordo di permuta con il vescovo di Ceneda Francesco Arpo: quest'ultimo ottenne la contea di Tarzo cedendo ai Caminesi il castello di Portobuffolé. Gaia morì nel 1311, non prima di aver nominato il marito proprio erede universale.

## Gli ultimi anni di vita
Nel 1312 fu tra gli ultimi a rimanere fedele a Rizzardo: dopo che venne ferito a morte a seguito della ragna ordita contro di lui, Tolberto rimase una settimana con la figlia Chiara al suo capezzale, per poi diventarne esecutore testamentario.
Salito quindi al potere Guecellone, fratello di Rizzardo, Tolberto lo appoggiò, partecipando al suo fianco alle campagne militari contro Cangrande della Scala. Guecellone, dopo appena nove mesi alla guida di Treviso come Capitano generale della città, fu costretto alla fuga che segnò la fine della signoria dopo ventinove anni. Il fatto che Tolberto e il fratello non solo non furono banditi dalla città, ma che ai due sia stato concesso di girare armati e scortati, fa sospettare un tradimento nei confronti del cugino.
Nel 1314 sposò la riminese Samaritana Malatesta, figlia di Ferrantino Malatesta. Biaquino VII, figlio nato da questa unione, divenne il suo erede universale.
Nel 1317 risulta alleato del Comune di Treviso nelle battaglie contro Cangrande e il conte di Gorizia; morì lo stesso anno, e fu sepolto accanto alla prima moglie Gaia, nella chiesa di San Nicolò di Treviso.

## Discendenza
Dal primo matrimonio, con Gaia da Camino, Tolberto ebbe una figlia:
- Chiara, moglie di Rambaldo VIII di Collalto;

Dal secondo matrimonio, con Samaritana Malatesta, ebbe invece due figli:
- Beatrice, moglie di Odorico da Onigo;
- Biaquino VII.

A lui è attribuita anche una figlia naturale:
- Mabilia.